# Лінкольн (округ О-Клер, Вісконсин)
Лінкольн (англ. Lincoln) — місто (англ. town) в США, в окрузі О-Клер штату Вісконсин. Населення — 1125 осіб (2020).

## Демографія
Згідно з переписом 2010 року, у місті мешкало 1096 осіб у 385 домогосподарствах у складі 310 родин. Було 409 помешкань
Расовий склад населення:
| - 97,9 % — білих - 0,5 % — чорних або афроамериканців - 0,4 % — азіатів - 0,2 % — корінних американців |

До двох чи більше рас належало 0,3 %. Частка іспаномовних становила 1,0 % від усіх жителів.
За віковим діапазоном населення розподілялося таким чином: 26,3 % — особи молодші 18 років, 63,5 % — особи у віці 18—64 років, 10,2 % — особи у віці 65 років та старші. Медіана віку мешканця становила 40,9 року. На 100 осіб жіночої статі у місті припадало 110,8 чоловіків;  на 100 жінок у віці від 18 років та старших — 110,4 чоловіків також старших 18 років.
Середній дохід на одне домашнє господарство  становив 90 293 долари США (медіана — 77 778), а середній дохід на одну сім'ю — 100 901 долар (медіана — 90 714). Медіана доходів становила 54 318 доларів для чоловіків та 39 464 долари для жінок. За межею бідності перебувало 4,4 % осіб, у тому числі 9,3 % дітей у віці до 18 років та 1,2 % осіб у віці 65 років та старших.
Цивільне працевлаштоване населення становило 610 осіб. Основні галузі зайнятості: освіта, охорона здоров'я та соціальна допомога — 20,5 %, роздрібна торгівля — 15,4 %, сільське господарство, лісництво, риболовля — 14,4 %.